# Les Cerqueux-sous-Passavant

Les Cerqueux-sous-Passavant este o comună în departamentul Maine-et-Loire, Franța. În 2009 avea o populație de 489 de locuitori.